# Paramisophria japonica
Paramisophria japonica is een eenoogkreeftjessoort uit de familie van de Arietellidae. De wetenschappelijke naam van de soort is voor het eerst geldig gepubliceerd in 1991 door Ohtsuka, Fosshagen & Go.